# コシツェ - ヒダシュネーメティ線
コシツェ - ヒダシュネーメティ線（スロバキア語;Železničná trať Košice – Hidasnémeti）は、スロバキア国鉄の鉄道線の名称である。路線番号は169。現在ブダペストとコシツェを結ぶ超特急列車のみが通行している。

## 歴史
この路線は1860年にティサ鉄道（k.k. privilegierte Theiss-Eisenbahn）により現在のミシュコルツ - ヒダシュネーメティ線とともに開業された。
電力設備は1962年1月18日にコジツェ - バルツァ区間に、1984年11月7日にバルツァ - ジャニャ区間に設置された。
スロバキアの分離以後の1997年6月5日にジャニャ - ヒダスネーメティ区間が電化された。一方、ハンガリー側の電車線はミスコルツ - ヒダスネーメティ区間にも1997年設備され、それでポーランドからハンガリーまでの区間で電気運転が実現された。
2011年5月1日にスロバキア側の普通列車路線が廃止された。

## 運行形態[7]
超特急のみの運行で、ローカル列車は運行されていない。

### 超特急「ユーロシティ(EC)」
- ホルナード号：　ブダペスト〜ヒダシュネーメティ〜コシツェ
2時間に1本運行される。ヒダシュネーメティ以南はハンガリー国鉄90号線に直通する。
2020年以前は、うち1往復の愛称名が「ラーコチ」号であった。2021年以前は、一日2往復、12時間間隔の運行であったが、2021年12月の改正で2時間に1本に増発された。[8]2022年度は、うち1往復が、188号線に快速として直通し、プレショウまで運行していた。

## 駅一覧
以下では、スロバキア国鉄169号線の駅と営業キロ、停車列車、接続路線などを一覧表で示す。
- 種別
  - EC：超特急
- 停車駅
  - ■印：全列車停車
  - ●印：大部分停車、一部通過
  - ○印：大部分通過、一部停車
  - ｜印：全列車通過

| 路線名 | 駅名                   | 駅間営業キロ | 累計営業キロ           | 累計営業キロ               | EC | 接続路線                           | 所在地                                 | 所在地                   |
| ------ | ---------------------- | ------------ | ---------------------- | -------------------------- | -- | ---------------------------------- | -------------------------------------- | ------------------------ |
| 90     | ヒダシュネーメティ駅   | -            | ツェグレードから 347.5 | ヒダシュネーメティから 0.0 | ■  | ハンガリー国鉄90号線、98号線       | ボルショド・アバウーイ・ゼンプレーン県 | アバウーイ・ヘジケズィ郡 |
| 169    | ケフネツ駅（休止中）   |              | (352.8)                |                            | ｜ |                                    | コシツェ県                             | コシツェ郊外郡           |
| 169    | セニャ駅（休止中）     |              | (354.6)                |                            | ｜ |                                    | コシツェ県                             | コシツェ郊外郡           |
| 169    | ギニョフ駅（休止中）   |              | (358.4)                |                            | ｜ |                                    | コシツェ県                             | コシツェ郊外郡           |
| 169    | チャニャ駅（休止中）   |              | (360.8)                |                            | ｜ |                                    | コシツェ県                             | コシツェ郊外郡           |
| 169    | ゲチャ駅（休止中）     |              | (363.0)                |                            | ｜ |                                    | コシツェ県                             | コシツェ郊外郡           |
| 169    | ヴァラリキ駅（休止中） |              | (365.3)                |                            | ｜ |                                    | コシツェ県                             | コシツェ郊外郡           |
| 169    | バルツァ駅             |              | 369.0                  |                            | ｜ | 160号線                            | コシツェ県                             | 4区                      |
| 160    | コシツェ郊外駅         |              | 372.4                  |                            | ｜ | 190号線                            | コシツェ県                             | 4区                      |
| 160    | コシツェ駅             | 26.6         | 374.1                  | 26.6                       | ■  | 160号線、180号線、188号線、190号線 | コシツェ県                             | 1区                      |